# 塚原直貴
塚原直貴（1985年5月10日—）是日本男子田徑運動員，在2008年夏季奧林匹克運動會田徑4×100公尺接力項目中，擔任日本隊第一棒，替日本奪得第二名，獲銀牌。
2009年11月11日，張培萌在亞洲田徑錦標賽100公尺決賽以10.28秒力壓日本名將塚原直貴，塚原直貴以10.32秒奪得銀牌。
2020年3月，塚原直貴自覺身體不適，並一度發燒到38.9度，於3月29日到三重縣的一間醫院接受新冠肺炎病毒核酸檢測，30日檢測結果顯示確診陽性反應，並在4月1日已出現味覺喪失等症狀，故隔離進行治療。原本富士通為保全個人隱私，不打算公開塚原直貴確診，但塚原直貴認為自己確診給其他人帶來困擾，應該主動告知大家，所以決定發布消息。

## 外部連結
- 塚原直貴在国际奥林匹克委员会的资料
- 塚原直貴在的頁面
- . 公益財團法人日本オリンピック委員會. 2008年8月8日  [2020年4月2日]. （原始内容存档于2020年5月6日） （日语）.